# Accord de libre-échange entre la Nouvelle-Zélande et Taïwan
L'accord de libre-échange entre la Nouvelle-Zélande et Taïwan est un accord de libre-échange signé le 10 juillet 2013 et qui est entré en application le 1er décembre 2013. 
L'accord vise à l'horizon 2025 à supprimer de manière graduelle les droits de douane sur l'ensemble des produits échangés entre les deux pays. L'accord concerne également un grand nombre d'autres sujets, comme les marchés publics, des mesures sur les droits intellectuels, sur le droit du travail, sur les barrières non tarifaires, le transport de passagers ou encore la protection des investissements,.